# جمهورية مينيرفا
جمهورية مينيرفا  (بالإنكليزية: Republic of Minerva) هي دولة مجهرية تتكون من شعاب مينيرفا. كانت هذه الجمهورية واحدة من المحاولات القليلة الحديثة لإنشاء دولة مجهرية ذات سيادة على الأراضي المستصلحة لجزيرة اصطناعية في عام 1972. كان المهندس المعماري هو المليونير العقاري والناشط السياسي في لاس فيغاس مايكل أوليفر، الذي قام بمحاولات أخرى مماثلة في العقد التالي. قام أوليفر الليتواني المولد بتشكيل نقابة، وهي مؤسسة أبحاث الحياة في المحيطات، التي كانت تمتلك تمويلًا كبيرًا للمشروع وكان لها مكاتب في نيويورك ولندن.  لقد توقعوا إنشاء مجتمع تحرري "بدون ضرائب أو رعاية اجتماعية أو إعانات أو أي شكل من أشكال التدخل الاقتصادي". وبالإضافة إلى السياحة وصيد الأسماك، فإن اقتصاد الدولة الجديدة كان من المفترض أن يشمل الصناعة الخفيفة والتجارة.
في 24 شباط/فبراير 1972 طالبت تونغا بالسيادة على شعاب مينيرفا بدعم من أستراليا ونيوزيلندا (بما في ذلك جزر كوك ) وفيجي وناورو وساموا.

## بعثة 1972
أرسلت بعثة من تونغا للمطالبة بالمنطقة، ووصلت في 18 حزيران/يونيو 1972. وفي عام 1982 حاولت مجموعة من الأمريكيين بقيادة ديفيس مرة أخرى احتلال الشعاب المرجانية، لكن القوات التونغية أجبرتهم على الرحيل بعد ثلاثة أسابيع.  لم تقم أي مجموعة مطالبة معروفة منذ عام 1982 بأي محاولة للاستيلاء على شعاب تونغا. بالنسبة إلى مجلة ريزون، "استصلحت مينيرفا اليوم من طريق البحر بشكل أو بآخر". 

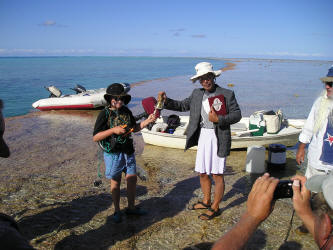
المزيد من الناس يمشون على مينيرفا.

وضعت الشعاب المرجانية على المخططات بواسطة الكابتن جون نيكلسون من LMS Haweis في ديسمبر 1818 كما ورد في صحيفة سيدني غازيت في 30 يناير 1819  وتم وضع علامة عليها على المخططات باسم (بالإنكليزية: Nicholson' Shoal) منذ أواخر عشرينيات القرن التاسع عشر. قام الكابتن إتش إم دينهام من إتش إم إس بمسح الشعاب المرجانية في عام 1854 وأعاد تسميتها على اسم صائد الحيتان الأسترالي مينيرفا، الذي اصطدم بجنوب شعاب مينيرفا في 9 أيلول/سبتمبر 1829 

## العملة

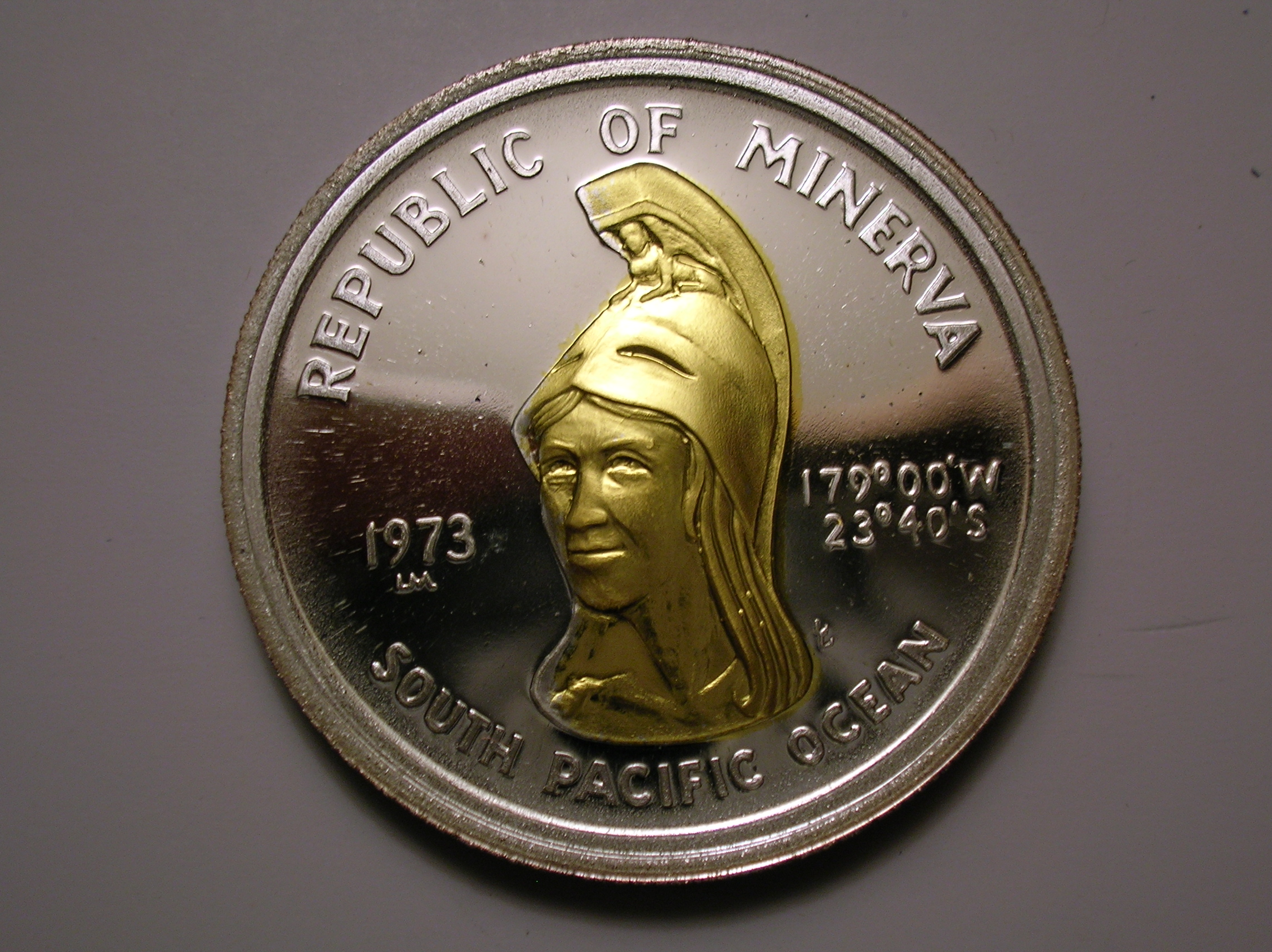
الوجه الآخر للعملة المعدنية فئة 35 دولار منيرفا
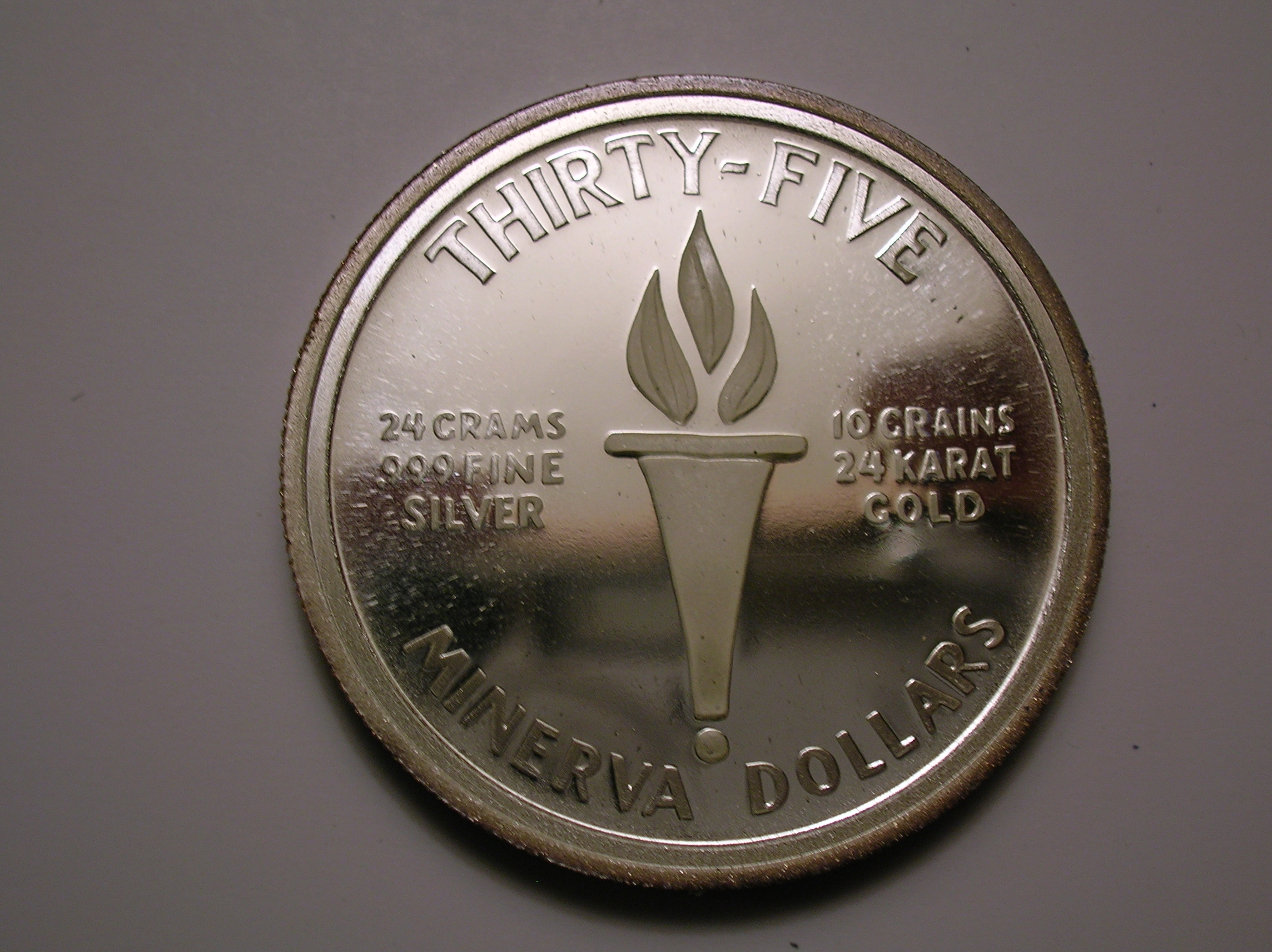
عكس عملة مينيرفا 35 عام 1973

## أنظر أيضا
- ليبرلاند
- الهبوط على مينيرفا بعد سنوات من المواجهة.استعمار المحيط

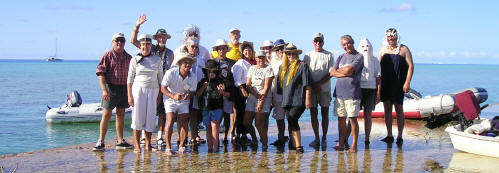
الهبوط على مينيرفا بعد سنوات من المواجهة.

- سيلاند - حصن بحري من الحرب العالمية الثانية
- جمهورية جزيرة روز
- بنك سايا دي مالها
- الإستقرار
- كيف تبدأ بلدك الخاص

## روابط خارجية
- عملة منيرفان - موقع يحتوي على تفاصيل العملة المعدنية لعام 1973 الصادرة عن شركة منيرفا.
- إعلان (فبراير 1976) لشراء عملة منيرفا.
- "خطر وفضل شعاب مينيرفا"
- "عند المرور من مينيرفا ريف، 2 نوفمبر 2003" نسخة محفوظة 8 فبراير 2012 على موقع واي باك مشين.